# Восточно-Сербские горы
Восточно-Сербские горы, или Сербские Карпаты — низко- и средневысотный (до 1500 м) горный массив на востоке Сербии, представляет собой часть Карпато-Балканской горной дуги — юго-западные отроги Карпат и крайнюю западную оконечность Западной Стара-Планины, расположенной в основном на болгарской территории.
Сложены осадочными известняковыми (с карстовыми формами рельефа) и вулканическими породами.
Наивысшая точка в этом регионе и во всей Центральной Сербии — гора Миджур (2168 м) на самом восточном участке сербско-болгарской границы.
От Динарского нагорья на западе Восточно-Сербские горы отделяет долина реки Морава. К северу и северо-востоку — долина реки Дунай, к югу — западная оконечность Родоп. Сами горы сильно расчленены долинами рек (притоков Дуная и Моравы) и покрыты лесами.
Хозяйственная деятельность — добыча медной руды (рудники Бор и Майданпек).

## Миджур

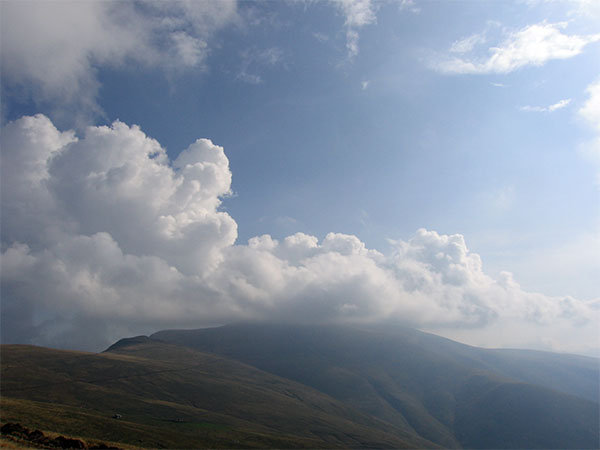
Миджур в облаках
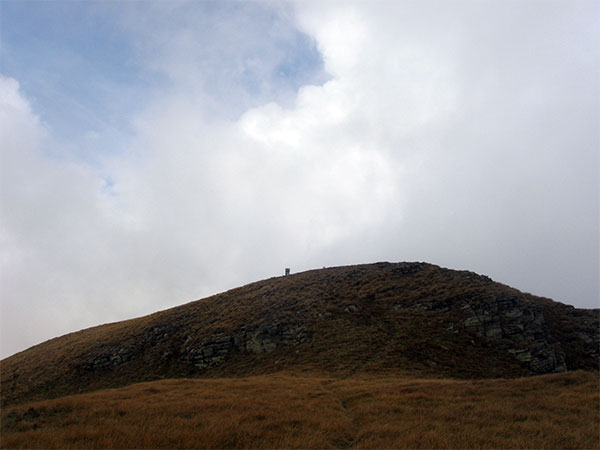
У подножия горы
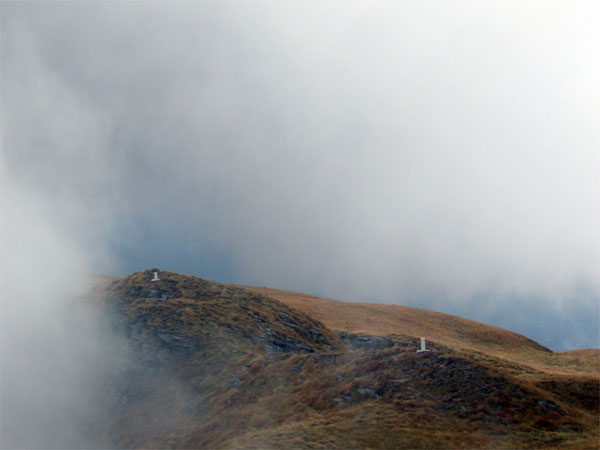
Сербско-болгарская граница